# José Kanté
Pour les articles homonymes, voir Kanté.
José Kanté Martínez, né le 27 septembre 1990 à Sabadell, est un footballeur international guinéen. Il joue au poste d'attaquant.

## Biographie

### En club
Avec le club du Wisła Płock, il inscrit dix buts en première division polonaise lors de la saison 2016-2017, puis neuf buts dans ce même championnat la saison suivante.
Avec l'équipe du Legia Varsovie, il joue lors de l'été 2018 les tours préliminaires de la Ligue des champions (quatre matchs, un but). Il marque ensuite un doublé contre le club luxembourgeois du F91 Dudelange, lors du troisième tour préliminaire de la Ligue Europa.

### En équipe nationale
Il joue son premier match en équipe de Guinée 13 novembre 2016, contre la République démocratique du Congo. Ce match perdu sur le score de 1-2 rentre dans le cadre des éliminatoires du mondial 2018.
En janvier 2022, il est retenu par le sélectionneur Kaba Diawara afin de participer à la Coupe d'Afrique des nations 2021 organisée au Cameroun. Le 23 décembre 2023, il est de nouveau retenu dans la liste des vingt-cinq joueurs sélectionnés pour la Coupe d'Afrique des nations 2023.

## Palmarès
Legia Varsovie
- Champion de Pologne en 2020 et 2021.

 Kaïrat Almaty
- Vainqueur de la Coupe du Kazakhstan en 2021.